# Lycenchelys peruana
Lycenchelys peruana es una especie de pez de la familia de los Zoarcidae en el orden de los perciformes.

## Morfología
- Los machos pueden llegar a alcanzar los 10,5 cm de longitud total.[1]

## Hábitat
Es un pez de mar y de aguas profundas que vive entre 991-1.100 m de profundidad.

## Distribución geográfica
Se encuentra en Perú.